# Diapaga
Diapaga là một tổng tỉnh Tapoa ở phía đông Burkina Faso. Dân số năm 2006 là 32.260 người. Thủ phủ là thị xã thị xã cùng tên.

## Các thị xã và làng xã
Bagali, Barpoa, Fouamboanli, Gama, Kanda, Kogdangou, Koryombo, Koutchagou, Mangou, Olaro, Pampani, Pembiga, Pemboanga de Namounou, Pemboanga de Partiaga, Tangali, Tapoa-Barrage, Tapoa-Djerma, Tontolbouli và Tounga.